# Fața Cristesei
Fața Cristesei falu Romániában, Erdélyben, Fehér megyében.

## Fekvése
Lepus közelében fekvő település.

## Története
Faţa Cristesei korábban Lepus része volt. 1956 körül vált külön 151 lakossal. 1966-ban 326, 1977-ben 272, 1992-ben 211, 2002-ben pedig 210 román lakosa volt.